# Agrilus brevicornis
Agrilus brevicornis é uma espécie de inseto do género Agrilus, família Buprestidae, ordem Coleoptera.
Foi descrita cientificamente por Guérin-Méneville, 1840.